# Filopaludina
Filopaludina is een geslacht van weekdieren uit de klasse van de Gastropoda (slakken).

## Soorten
- Filopaludina bengalensis (Lamarck, 1818)
- Filopaludina doliaris (Gould, 1844)
- Filopaludina filosa (Reeve, 1863)
- Filopaludina javanica (von dem Busch, 1844)
- Filopaludina maekoki (Brandt, 1968)
- Filopaludina martensi (Frauenfeld, 1865)
- Filopaludina sumatrensis (Dunker, 1852)
- Filopaludina yeni Qian, Fang & He, 2014